# Yomiuri Football Club 1987-1988
Questa voce raccoglie le informazioni riguardanti lo Yomiuri Football Club nelle competizioni ufficiali della stagione 1987-1988.

## Stagione
Ammesso al Campionato d'Asia per club in seguito alla vittoria del campionato nella stagione precedente lo Yomiuri, rafforzato dall'arrivo di Mílton Cruz, superò il mini-girone del primo turno ribaltando la sconfitta per 1-0 rimediata nella gara d'esordio contro il South China. Superato il secondo turno grazie alla miglior differenza reti nei confronti del Kuala Lumpur, lo Yomiuri ebbe accesso alla finale contro i sauditi dell'Al-Hilal, il cui ritiro avvenuto prima dell'organizzazione della gara consegnò alla squadra il trofeo continentale. A livello nazionale, lo Yomiuri non ottenne particolari risultati di rilievo (giunse quinto in Japan Soccer League e fu eliminato al primo turno della coppa di lega), ma vinse la sua terza Coppa dell'Imperatore sconfiggendo in finale il Mazda.

## Maglie e sponsor
Le maglie della squadra, prodotte dalla Puma e recanti sulla parte anteriore la scritta Yomiuri, vedono l'inserimento di strisce bianche sulle spalle come motivo ornamentale.
| Manica sinistra · Manica sinistra · Maglietta · Maglietta · Manica destra · Manica destra · Pantaloncini · Calzettoni | Manica sinistra · Manica sinistra · Maglietta · Maglietta · Manica destra · Manica destra · Pantaloncini · Calzettoni |  |

## Rosa
| N. |                     | Ruolo | Calciatore        |
| -- | ------------------- | ----- | ----------------- |
| 1  | Giappone (bandiera) | P     | Kazuya Nakamura   |
| 2  | Giappone (bandiera) | D     | Eiji Mori         |
| 3  | Giappone (bandiera) | D     | Yasutarō Matsuki  |
| 4  | Brasile (bandiera)  | D     | Jorge Toledo      |
| 5  | Giappone (bandiera) | D     | Hisashi Katō      |
| 6  | Giappone (bandiera) | D     | Satoshi Tsunami   |
| 7  | Giappone (bandiera) | D     | Yoshinori Senbiki |
| 8  | Giappone (bandiera) | C     | Tetsuya Totsuka   |
| 9  | Giappone (bandiera) | A     | Yasuo Ueshima     |
| 10 | Brasile (bandiera)  | C     | Ruy Ramos         |
| 11 | Giappone (bandiera) | A     | Masato Ōtomo      |
| 12 | Giappone (bandiera) | A     | Ryōichi Kawakatsu |
| 14 | Giappone (bandiera) | A     | Yoshiyuki Katō    |

| N. |                     | Ruolo | Calciatore        |
| -- | ------------------- | ----- | ----------------- |
| 15 | Giappone (bandiera) | C     | Kazuhiro Yuda     |
| 16 | Giappone (bandiera) | C     | Shirō Kikuhara    |
| 17 | Giappone (bandiera) | D     | Naoki Kusunose    |
| 18 | Giappone (bandiera) | P     | Takayuki Fujikawa |
| 19 | Giappone (bandiera) | D     | Yasuyuki Kishino  |
| 20 | Giappone (bandiera) | D     | Takuro Okuda      |
| 21 | Giappone (bandiera) | P     | Shinkichi Kikuchi |
| 22 | Giappone (bandiera) | A     | Nobuhiro Takeda   |
| 24 | Giappone (bandiera) | C     | Masashi Miyamura  |
| 25 | Giappone (bandiera) | A     | Nobuaki Arai      |
| 26 | Brasile (bandiera)  | C     | Edson             |
| 27 | Giappone (bandiera) | C     | Yasutoshi Miura   |
| 29 | Brasile (bandiera)  | A     | Mílton Cruz       |

## Risultati

### Japan Soccer League Cup
| Hiratsuka 5 luglio 1987 Primo turno | Yomiuri | 1 – 3 | Sumitomo Metals |  |

### Coppa dell'Imperatore
| Matsuyama 19 dicembre 1987 Primo turno | Yomiuri | 5 – 1 | Doshisha University |  |

| Matsuyama 20 dicembre 1987 Ottavi di finale | Yomiuri | 3 – 0 | Seino |  |

| Tokyo 27 dicembre 1987 Quarti di finale      | Yomiuri              | 1 – 1 (d.t.s.) | Honda Motor | Nishigaoka Stadium |
| \| \| \| \| \| \| Tiri di rigore 4 – 2 \| \| |                      |                |             |                    |
|                                              |                      |                |             |                    |
|                                              | Tiri di rigore 4 – 2 |                |             |                    |

| Kobe 30 dicembre 1987 Semifinale             | Yomiuri              | 0 – 0 | Sumitomo Metals |  |
| \| \| \| \| \| \| Tiri di rigore 4 – 2 \| \| |                      |       |                 |  |
|                                              |                      |       |                 |  |
|                                              | Tiri di rigore 4 – 2 |       |                 |  |

| Tokyo 1º gennaio 1988 Finale                             | Yomiuri   | 2 – 0 | Mazda | National Stadium |
| \| \| \| \| \| Toledo 44’ Totsuka 68’ \| Marcatori \| \| |           |       |       |                  |
|                                                          |           |       |       |                  |
| Toledo 44’ Totsuka 68’                                   | Marcatori |       |       |                  |

### Campionato d'Asia per club
| Hong Kong 10 settembre 1987 Primo turno Andata | South China | 1 – 0 | Yomiuri |  |

| Tokyo 8 ottobre 1987 Primo turno Ritorno | Yomiuri | 2 – 0 | South China |  |

| Kuala Lumpur 3 novembre 1987 Secondo turno 1ª giornata               | Yomiuri   | 2 – 1           | Kazma |  |
| \| \| \| \| \| Kato 4’ Milton 70’ \| Marcatori \| 89’ Al-Shemmari \| |           |                 |       |  |
|                                                                      |           |                 |       |  |
| Kato 4’ Milton 70’                                                   | Marcatori | 89’ Al-Shemmari |       |  |

| Kuala Lumpur 5 novembre 1987 Secondo turno 2ª giornata | Yomiuri   | 0 – 1        | Kuala Lumpur |  |
| \| \| \| \| \| \| Marcatori \| 62’ Aslokani \|         |           |              |              |  |
|                                                        |           |              |              |  |
|                                                        | Marcatori | 62’ Aslokani |              |  |

| Kuala Lumpur 7 novembre 1987 Secondo turno 3ª giornata   | Yomiuri   | 2 – 0 | Bayi |  |
| \| \| \| \| \| Milton 53’ Ueshima 72’ \| Marcatori \| \| |           |       |      |  |
|                                                          |           |       |      |  |
| Milton 53’ Ueshima 72’                                   | Marcatori |       |      |  |

## Statistiche

### Statistiche di squadra
| Competizione               | Punti | Totale | Totale | Totale | Totale | Totale | Totale | DR  |
| Competizione               | Punti | G      | V      | N      | P      | Gf     | Gs     | DR  |
| -------------------------- | ----- | ------ | ------ | ------ | ------ | ------ | ------ | --- |
| JSL Division 1             | 24    | 22     | 8      | 8      | 6      | 23     | 17     | +6  |
| JSL Cup                    | -     | 1      | 0      | 0      | 1      | 1      | 3      | -2  |
| Coppa dell'Imperatore      | -     | 5      | 3      | 2      | 0      | 11     | 2      | +9  |
| Campionato d'Asia per club | -     | 5      | 3      | 0      | 2      | 6      | 3      | +3  |
| Totale                     | -     | 33     | 14     | 10     | 9      | 41     | 25     | +16 |

### Statistiche dei giocatori
| Giocatore    | JSL Division 1 | JSL Division 1 | JSL Cup  | JSL Cup | Coppa dell'Imperatore | Coppa dell'Imperatore | Campionato d'Asia | Campionato d'Asia | Totale   | Totale |
| Giocatore    | Presenze       | Reti           | Presenze | Reti    | Presenze              | Reti                  | Presenze          | Reti              | Presenze | Reti   |
| ------------ | -------------- | -------------- | -------- | ------- | --------------------- | --------------------- | ----------------- | ----------------- | -------- | ------ |
| Edson        | 13             | 0              | 0        | 0       | 2                     | 0                     | ?                 | ?                 | 15+      | 0+     |
| T. Fujikawa  | 6              | -?             | 1        | -3      | 1                     | -?                    | ?                 | ?                 | 8+       | -3+    |
| H. Kato      | 22             | 2              | 1        | 0       | 5                     | 0                     | ?                 | 1                 | 28+      | 3      |
| Y. Kato      | 15             | 0              | 1        | 0       | 0                     | 0                     | ?                 | ?                 | 16+      | 0+     |
| R. Kawakatsu | 15             | 0              | 1        | 0       | 2                     | 0                     | ?                 | ?                 | 18+      | 0+     |
| S. Kikuchi   | 10             | -?             | 1        | -3      | 4                     | -?                    | ?                 | ?                 | 15+      | -3+    |
| S. Kikuhara  | 8              | 3              | 0        | 0       | 1                     | 0                     | ?                 | ?                 | 9+       | 3+     |
| Y. Kishino   | 3              | 0              | 0        | 0       | 4                     | 0                     | ?                 | ?                 | 7+       | 0+     |
| Y. Matsuki   | 19             | 0              | 1        | 0       | 4                     | 1                     | ?                 | ?                 | 24+      | 1+     |
| Milton       | 8              | 4              | 0        | 0       | 0                     | 0                     | ?                 | 2                 | 8+       | 6      |
| Y. Miura     | 13             | 1              | 1        | 0       | 4                     | 0                     | ?                 | ?                 | 18+      | 1+     |
| M. Miyamura  | 0              | 0              | 0        | 0       | 0                     | 0                     | 0                 | 0                 | 0        | 0      |
| M. Mori      | ?              | ?              | ?        | ?       | ?                     | ?                     | ?                 | ?                 | ?        | ?      |
| K. Nakamura  | 6              | -?             | 0        | 0       | 0                     | 0                     | ?                 | ?                 | 6+       | 0+     |
| M. Otomo     | 5              | ?              | ?        | ?       | 1+                    | ?                     | ?                 | ?                 | 6+       | ?      |
| R. Ramos     | 17             | 4              | 0        | 0       | 5                     | 1                     | ?                 | ?                 | 22+      | 5+     |
| Y. Senbiki   | 8              | 0              | 0        | 0       | 1                     | 0                     | ?                 | ?                 | 9+       | 0+     |
| N. Takeda    | 21             | 5              | 1        | 0       | 4                     | 0                     | ?                 | ?                 | 26+      | 5+     |
| J. Toledo    | ?              | ?              | ?        | ?       | 1+                    | 1+                    | ?                 | ?                 | 1+       | 1+     |
| T. Totsuka   | 18             | 0              | 0        | 0       | 4                     | 3                     | ?                 | ?                 | 22+      | 3+     |
| S. Tsunami   | 10             | 0              | 1        | 0       | 4                     | 0                     | ?                 | ?                 | 15+      | 0+     |
| Y. Ueshima   | 11             | 2              | ?        | ?       | 1+                    | ?                     | 1+                | 1+                | 13+      | 3+     |
| K. Yuda      | ?              | ?              | ?        | ?       | ?                     | ?                     | ?                 | ?                 | ?        | ?      |